# Bolivar Peninsula
Bolivar Peninsula is een plaats (census-designated place) in de Amerikaanse staat Texas, en valt bestuurlijk gezien onder Galveston County.

## Demografie
Bij de volkstelling in 2000 werd het aantal inwoners vastgesteld op 3853.

## Geografie
Volgens het United States Census Bureau beslaat de plaats een oppervlakte van
120,8 km², waarvan 117,0 km² land en 3,8 km² water.

## Plaatsen in de nabije omgeving
De onderstaande figuur toont nabijgelegen plaatsen in een straal van 36 km rond Bolivar Peninsula.